# Segersta distrikt
Segersta distrikt är ett distrikt i Bollnäs kommun och Gävleborgs län. Distriktet ligger omkring Segersta i södra Hälsingland. 

## Tidigare administrativ tillhörighet
Distriktet inrättades 2016 och utgörs av Segersta socken i Bollnäs kommun.
Området motsvarar den omfattning Segersta församling hade 1999/2000.

## Tätorter och småorter
I Segersta distrikt finns en tätort men inga småorter.

### Tätorter
- Segersta